# Йозеф Шмід (генерал)
Йозеф «Беппо» Шмід (нім. Josef „Beppo“ Schmid; 24 вересня 1901, Геггінген — 30 серпня 1956, Аугсбург) — німецький воєначальник, генерал-лейтенант люфтваффе. Кавалер Лицарського хреста Залізного хреста.

## Біографія
В 1919-20 роках — член Добровольчого корпусу фон Еппа. 13 квітня 1921 року вступив в 19-й піхотний полк. Учасник Пивного путчу. В 1925-33 роках командував взводом 21-го піхотного полку. Закінчив Військову академію (1935). 1 липня 1935 року переведений в люфтваффе і призначений референтом Оперативного відділу Генштабу люфтваффе. З 1 квітня 1939 року — начальник 5-го відділу Генштабу люфтваффе, який займався «закордонними зв'язками», тобто фактично був розвідувальним відділом. 15 жовтня 1942 року переведений в штаб дивізії «Герман Герінг», командир бойової групи «Шмід». З 1 січня 1943 року — командир дивізії, проте під командуванням Шміда виявилася лише частина дивізії, яка залишилася в Тунісі. З 12 травня 1943 року — офіцер для особливих доручень при головнокомандувачі люфтваффе. З 15 вересня 1943 року — командир 1-го винищувального корпусу. З 12 грудня 1944 року —начальник Командування ВПС «Захід». 27 квітня 1945 року взятий в полон британськими військами. 1 квітня 1948 року звільнений.

## Звання
- Фанен-юнкер (13 квітня 1921)
- Фенріх (1 серпня 1923)
- Оберфенріх (24 вересня 1924)
- Лейтенант (1 грудня 1924)
- Оберлейтенант (1 липня 1928)
- Гауптман (1 липня 1934)
- Майор (1 серпня 1936)
- Оберстлейтенант (1 листопада 1938)
- Оберст (19 липня 1940)
- Генерал-майор (1 березня 1943)
- Генерал-лейтенант (1 липня 1944)

## Нагороди
- Німецький імперський спортивний знак
- Орден крові
- Нагрудний знак спостерігача
- Медаль «У пам'ять 13 березня 1938 року»
- Медаль «У пам'ять 1 жовтня 1938» із застібкою «Празький град»
- Орден Святого Савви, командорський хрест (Королівство Югославія)
- Нагрудний знак спостерігача (Румунія)
- Орден Меча, командорський хрест (Швеція; 5 листопада 1940)
- Нагрудний знак пілота (Угорщина) (1941)
- Колоніальний орден Зірки Італії, лицарський хрест
- Орден Корони короля Звоніміра 1-го класу з мечами і зіркою (Незалежна Держава Хорватія)
- Орден Корони Італії, командорський хрест
- Орден Корони Румунії, командорський хрест
- Орден Заслуг (Угорщина), офіцерський і командорський хрест
- Орден Священного скарбу 3-го класу з мечами (Японська імперія)
- Орден «Святий Олександр», командорський хрест з мечами (Третє Болгарське царство)
- Імперський орден Ярма та Стріл, великий офіцерський хрест (Іспанія)
- Орден Білої троянди (Фінляндія), лицарський хрест 1-го класу
- Орден Хреста Свободи 2-го класу з мечами (Фінляндія; 25 березня 1942)
- Залізний хрест 2-го і 1-го класу
- Нарукавна стрічка «Африка»
- Лицарський хрест Залізного хреста (21 травня 1943)